# Descendentes de Carlos V do Sacro Império Romano-Germânico
Os descendentes de Carlos V - Imperador Romano-Germânico e Rei de Espanha - são numerosos e a grande maioria deles governou os tronos de Áustria, Espanha, França, Sardenha e do próprio Sacro Império Romano-Germânico. Através de seu filho, Filipe II de Espanha, Carlos V acabou sendo um ancestral dos monarcas de Portugal e do Brasil. Por outro lado, através de seus bisnetos, tornou-se ancestral dos soberanos de monarquias menores, como o Grão-Ducado da Toscana e o Reino de Sardenha (este último sendo o embrião do Reino de Itália). 
Ao total, Carlos V teve 11 filhos, sendo sete deles legítimos por seu casamento com Isabel de Portugal (sua prima, filha de Manuel I de Portugal); sendo os demais filhos nascidos por suas relações ilegítimas. Através de sua filha ilegítima, Margarida de Parma, Carlos V é ancestral dos Duques de Parma e Placência e de Isabel Farnésio, que viria a ser progenitora de toda a sucessão de monarcas da Espanha da Casa de Bourbon. 

## Descendentes de Carlos V

### Filhos
| Descendente | Descendente                                             | Nascimento                                                                              | Casamento e descendência                                         | Morte                   |
| ----------- | ------------------------------------------------------- | --------------------------------------------------------------------------------------- | ---------------------------------------------------------------- | ----------------------- |
|             | Filipe II Rei de Espanha                                | 21 de maio de 1527 Palacio de Pimentel — ♦ — filho de Carlos V e Isabel de Portugal     | Maria Manuela de Portugal 12 de novembro de 1543 10 filhos       | 13 de setembro de 1598  |
|             | Maria de Áustria Imperatriz Romano-Germânica            | 21 de junho de 1528 Alcácer Real de Madrid — ♦ — filha de Carlos V e Isabel de Portugal | Maximiliano II, Sacro Imperador 15 de setembro de 1548 16 filhos | 26 de fevereiro de 1603 |
|             | Joana de Áustria Princesa-Consorte de Portugal          | 24 de junho de 1535 Alcácer Real de Madrid — ♦ — filha de Carlos V e Isabel de Portugal | João Manuel, Príncipe de Portugal 11 de janeiro de 1552 1 filho  | 7 de setembro de 1573   |
|             | Margarida de Parma Duquesa de Florença Duquesa de Parma | 5 de julho de 1522 Oudenaarde — ♦ — filha de Carlos V e Johanna van der Gheynst         | Ottavio Farnese, Duque de Parma 4 de novembro de 1538 2 filhos   | 18 de janeiro de 1586   |
|             | João de Áustria Governador dos Países Baixos            | 24 de fevereiro de 1547 Ratisbona — ♦ — filho de Carlos V e Barbara Blomberg            | 2 filhos                                                         | 1 de outubro de 1578    |

### Descendentes por Filipe II
- Carlos V (1500-1558) e Isabel de Portugal (1503-1539)
  -  Filipe II de Espanha (1527–1598)
    -  Carlos, Príncipe das Astúrias (1545-1568)
    - Isabel Clara Eugênia, Arquiduquesa de Áustria (1566-1633)
    - Catarina Micaela, Duquesa-Consorte de Saboia (1567-1597)
      -  Vítor Amadeu I, Duque de Saboia (1587–1637)
        - Luísa Cristina de Saboia (1629-1692)
        - Francisco Jacinto, Duque de Saboia (1632-1638)
        -  Carlos Emanuel II, Duque de Saboia (1634-1675)
          -  Vítor Amadeu II da Sardenha ()
            - Maria Adelaide de Saboia (1685-1712)
              -  Luís, Duque da Bretanha (1707-1712)
              -   Luís XV de França (1710-1774)

            -  Carlos Emanuel III da Sardenha (1701-1773)
              -  Vítor Amadeu III da Sardenha (1726-1796)
                -  Carlos Emanuel IV da Sardenha (1751-1819)
                - Maria Teresa de Saboia ()
                  - Luís Antônio, Duque de Angolema ()
                  - Carlos Fernando, Duque de Berry ()
                    - Luísa de Bourbon ()
                    - Henrique, Conde de Chambord ()

                -  Vítor Emanuel I da Sardenha
                  - Maria Cristina de Saboia
                    -  Francisco II das Duas Sicílias

                -  Carlos Félix da Sardenha

              - Benedito, Duque de Chablais

        - Margarida Violante de Saboia (1635-1663)
        - Henriqueta Adelaide de Saboia (1636-1676)
          - Maria Ana Vitória da Baviera
            - Luís, Duque da Borgonha
            -  Filipe V da Espanha
            - Carlos, Duque de Berry

          - Maximiliano II Emanuel, Eleitor da Baviera
          - José Clemente de Baviera
          - Violante Beatriz de Baviera

      - Margarida de Saboia, Duquesa de Mântua (1589–1655)
        - Maria de Mântua
          - Leonor de Gonzaga-Nevers
            - Leonor da Áustria, Rainha da Polónia
              - Leopoldo, Duque de Lorena
              - Carlos José de Lorena

            - Maria Ana Josefa de Áustria

          -  Carlos II de Mântua
            -  Fernando Carlos I Gonzaga

      - Isabel de Saboia (1591-1626)
        - Margarida, Duquesa de Guastalla
        - Ana Beatriz, Duquesa de Mirandola
        -  Francisco I de Módena
        -  Cardeal Reinaldo d'Este

      - Tomás Francisco, Príncipe de Carignano (1596–1656)
        - Luísa Cristina de Saboia (1627–1689)
          - Luís Guilherme, Marquês de Baden-Baden (1655–1707)
            - Luís Jorge, Marquês de Baden-Baden
            - Augusta de Baden-Baden
            - Augusto Jorge, Marquês de Baden-Baden

        - Emanuel Felisberto, Príncipe de Carignano
          - Vítor Amadeu I, Príncipe de Carignano
            - Luís Vítor, Príncipe de Carignano
              - Vítor Amadeu II, Príncipe de Carignano
                - Carlos Emanuel, Príncipe de Carignano
                  -  Carlos Alberto da Sardenha
                    -  Vítor Emanuel II da Itália

                  - Isabel de Saboia
                    - Adelaide da Áustria
                      -  Humberto I da Itália
                      -  Amadeu I de Espanha

              - Maria Luísa de Saboia-Carignano

        - Eugénio Maurício, Conde de Soissons

    - Fernando, Príncipe das Astúrias (1571-1578)
    - Diego, Príncipe das Astúrias (1575-1582)
    -  Filipe III de Espanha (1578-1621)
      - Ana da Áustria, Rainha da França
      -  Filipe IV de Espanha
        - Baltasar Carlos, Príncipe das Astúrias
        - Maria Teresa da Espanha
          - Luís, Grande Delfim de França
            -  Filipe V de Espanha
              -  Luís I de Espanha
              -  Fernando VI de Espanha
              -  Carlos III de Espanha
                -  Carlos IV de Espanha
                  - Carlota Joaquina de Bourbon
                  -  Fernando VII de Espanha
                    -  Isabel II de Espanha
                      -  Afonso XII de Espanha
                        -  Afonso XIII de Espanha
                          - João, Conde de Barcelona
                            -  Juan Carlos da Espanha
                              -  Filipe VI de Espanha

                  - Carlos, Conde de Molina

                -  Fernando I das Duas Sicílias

              - Mariana Vitória de Bourbon
                -  Maria I de Portugal
                  -  João VI de Portugal
                    -  Pedro I do Brasil
                      -  Maria II de Portugal
                        -  Pedro V de Portugal
                        -  Luís I de Portugal
                          -  Carlos I de Portugal
                            -  Manuel II de Portugal

                      -  Pedro II do Brasil

                    -  Miguel I de Portugal

              - Filipe, Duque de Parma (1720-1765)
                - Isabel de Parma (1741-1763)
                  - Maria Teresa da Áustria (1762–1770)

                - Fernando, Duque de Parma (1751-1802)
                  - Carolina de Parma (1770-1804)
                    - Amália da Saxónia (1794-1870)
                    - Maria Fernanda da Saxónia (1796-1865)
                    -  Frederico Augusto II da Saxónia (1797-1854)
                    - Clemente da Saxónia (1798-1822)
                    - Maria Ana da Saxónia (1799-1832)
                      - Augusta de Áustria-Toscana (1825-1864)
                        -  Luís III da Baviera
                        - Leopoldo da Baviera (1846–1930)
                        - Teresa da Baviera (1850-1925)
                        - Arnulfo da Baviera (1852-1907)

                    -  João I da Saxónia (1801-1873)
                      - Alberto da Saxônia (1828-1902)
                      - Maria Isabel da Saxônia (1830-1912)
                      -  Jorge da Saxônia (1832-1904)
                      - Ana Maria da Saxônia (1836-1859)
                      - Margarida da Saxônia (1840-1858)
                      - Sofia da Saxônia (1845-1867)
                        - Amália da Baviera (1865-1912)

                    - Maria Josefa da Saxónia (1803-1829)

                  -  Luís I da Etrúria (1773-1803)
                    - Carlos II, Duque de Parma (1799–1883)
                      - Carlos III, Duque de Parma (1823–1854)
                        - Roberto I, Duque de Parma (1848–1907)
                          - Félix de Bourbon-Parma (1893–1970)
                            -  João, Grão-Duque de Luxemburgo (1921–2019)
                              -  Henrique, Grão-Duque de Luxemburgo (n. 1955)
                                - Guilherme, Grão-Duque Herdeiro de Luxemburgo (n. 1981)
                                  - Carlos de Luxemburgo (n. 2020)

        - Margarida Teresa de Habsburgo
          - Maria Antónia da Áustria

        -  Carlos II de Espanha

      - Maria Ana de Espanha
        -  Fernando IV da Hungria
        - Maria Ana, Rainha de Espanha
        -  Leopoldo I do Sacro Império Romano-Germânico
          -  José I do Sacro Império Romano-Germânico
            - Maria Josefa da Áustria (1699–1757)

          -  Carlos VI do Sacro Império Romano-Germânico
            -  Maria Teresa da Áustria
              -  José II do Sacro Império Romano-Germânico
              -  Leopoldo II do Sacro Império Romano-Germânico
                -  Francisco I da Áustria
                  - Maria Luísa de Áustria
                    -  Napoleão II da França

                  - Maria Leopoldina da Áustria

                -  Fernando III da Toscana
                  -  Leopoldo II, Grão-duque da Toscana
                    -  Fernando IV da Toscana

      - Carlos de Áustria
      -  Cardeal Fernando da Áustria

| Descendentes de Filipe II, Rei de Espanha | Descendentes de Filipe II, Rei de Espanha | Descendentes de Filipe II, Rei de Espanha | Descendentes de Filipe II, Rei de Espanha | Descendentes de Filipe II, Rei de Espanha                 | Descendentes de Filipe II, Rei de Espanha |
| Descendente                               | Imagem                                    | Relação                                   | Nascimento                                | Casamento                                                 | Morte                                     |
| ----------------------------------------- | ----------------------------------------- | ----------------------------------------- | ----------------------------------------- | --------------------------------------------------------- | ----------------------------------------- |
| Catarina Micaela Duquesa de Saboia        | Catarina Micaela da Espanha               | Filha de Filipe II                        | 10 de outubro de 1567 Madrid, Espanha     | Carlos Emanuel I de Saboia 11 de março de 1585 9 filhos   | 6 de novembro de 1597 (30 anos)           |
| Vítor Amadeu I Duque de Saboia            | Vítor Amadeu I                            | Filho de Catarina Micaela                 | 8 de maio de 1587 Turim, Saboia           | Cristina de Bourbon 10 de fevereiro de 1619 6 filhos      | 7 de outubro de 1637 (50 anos)            |
| Carlos Emanuel II Duque de Saboia         | Carlos Emanuel II                         | Filho de Vítor Amadeu I                   | 20 de junho de 1634 Turim, Saboia         | Francisca Madalena de Orleães 4 de março de 1663 1 filho  | 12 de junho de 1675 (40 anos)             |
| Vítor Amadeu II Rei da Sardenha           | Vítor Amadeu II                           | Filho de Carlos Emanuel II                | 14 de junho de 1666 Turim, Saboia         | Ana Maria de Orleães 10 de abril de 1684 6 filhos         | 31 de outubro de 1732 (66 anos)           |
| Carlos Emanuel III Rei da Sardenha        | Carlos Emanuel III                        | Filho de Vítor Amadeu II                  | 27 de abril de 1701 Turim, Saboia         | Polixena de Hesse-Rotemburgo 23 de julho de 1724 7 filhos | 20 de março de 1773 (71 anos)             |
| Vítor Amadeu III Rei da Sardenha          | Vítor Amadeu III                          | Filho de Carlos Emanuel III               | 26 de junho de 1726 Turim, Saboia         | Maria Antônia de Bourbon 31 de maio de 1750 9 filhos      | 16 de outubro de 1796 (70 anos)           |

### Descendentes por Maria de Áustria
- Carlos V (1500-1558) e Isabel de Portugal (1503-1539)
  - Maria da Áustria, Imperatriz Romano-Germânica
    -  Rodolfo II do Sacro Império Romano-Germânico
    -  Matias do Sacro Império Romano-Germânico
    -  Maximiliano III, Arquiduque da Áustria
    -  Alberto VII da Áustria

### Descendentes por Joana de Áustria
- Carlos V (1500-1558) e Isabel de Portugal (1503-1539)
  - Joana de Áustria, Princesa de Portugal
    -  Sebastião I de Portugal

### Descendentes por Margarida de Parma
- Carlos V (1500-1558) e Isabel de Portugal (1503-1539)
  - Margarida de Parma
    - Alexandre Farnésio de Parma e Placência
      - Rainúncio I Farnésio
        - Eduardo I Farnésio
          - Rainúncio II Farnésio
            - Margarida Maria Farnésio
            - Eduardo Farnésio, Príncipe Hereditário de Parma
              - Isabel Farnésio, Rainha da Espanha

            - Francisco Farnésio, Duque de Parma
            - António Farnésio, Duque de Parma

          - Alexandre Farnésio

      - Margarida Farnésio
      -  Cardeal Eduardo Farnésio